# Stanley Cup playoff 1974
I playoff della Stanley Cup 1974 del campionato NHL 1973-1974 hanno avuto inizio il 9 aprile 1974. Le otto squadre qualificate per i playoff, le quattro migliori di ciascuna division al termine della stagione regolare, hanno giocato le due serie dei quarti di finale e delle semifinali al meglio delle sette partite. Le due formazioni rimaste hanno disputato una serie al meglio delle sette sfide per la conquista della Stanley Cup.
Questi furono gli ultimi playoff ad essere disputati con otto partecipanti e con i quarti di finale disputati fra formazioni della stessa division, infatti a partire dal 1975 con l'espansione della NHL a 18 squadre venne riformato il sistema dei playoff portandolo a 12 partecipanti. L'unica sorpresa nel corso dei playoff fu al primo turno con l'eliminazione dei campioni in carica dei Montreal Canadiens da parte dei New York Rangers, mentre i Boston Bruins e i Philadelphia Flyers vincitori delle rispettive division avanzarono fino alla finale.

## Squadre partecipanti

### Formazioni

#### East Division
1. Boston Bruins - vincitori della East Division, 113 punti
2. Montreal Canadiens - 99 punti
3. New York Rangers - 94 punti
4. Toronto Maple Leafs - 86 punti

#### West Division
1. Philadelphia Flyers - vincitori della West Division, 112 punti
2. Chicago Blackhawks - 105 punti
3. Los Angeles Kings - 78 punti
4. Atlanta Flames - 74 punti

### Tabellone
I quarti di finale vedono affrontarsi squadre provenienti dalla stessa division, la prima qualificata contro la quarta e la seconda contro la terza; il tabellone è strutturato in modo che le vincitrici delle due division possano affrontarsi solo nella finale di Stanley Cup. In tutti e tre i turni di playoff si gioca al meglio delle sette sfide con il formato 2-2-1-1-1: la squadra migliore in stagione regolare avrebbe disputato in casa Gara-1 e 2, (se necessario anche Gara-5 e 7), mentre quella posizionata peggio avrebbe giocato nel proprio palazzetto Gara-3 e 4 (se necessario anche Gara-6).
|  | Quarti di finale | Quarti di finale    | Quarti di finale   |                     |                    | Semifinali          | Semifinali | Semifinali |  |  | Finale | Finale        | Finale |
|  |                  |                     |                    |                     |                    |                     |            |            |  |  |        |               |        |
|  | E1               | Boston Bruins       | 4                  |                     |                    |                     |            |            |  |  |        |               |        |
|  | E4               | Toronto Maple Leafs | 0                  |                     |                    |                     |            |            |  |  |        |               |        |
|  | E4               | Toronto Maple Leafs | 0                  |                     | E1                 | Boston Bruins       | 4          |            |  |  |        |               |        |
|  |                  |                     |                    |                     | E1                 | Boston Bruins       | 4          |            |  |  |        |               |        |
|  |                  | W2                  | Chicago Blackhawks | 2                   |                    |                     |            |            |  |  |        |               |        |
|  | W2               | W2                  | Chicago Blackhawks | 2                   | Chicago Blackhawks | 4                   |            |            |  |  |        |               |        |
|  | W2               |                     |                    |                     | Chicago Blackhawks | 4                   |            |            |  |  |        |               |        |
|  | W3               | Los Angeles Kings   | 1                  |                     |                    |                     |            |            |  |  |        |               |        |
|  |                  |                     |                    |                     |                    |                     |            |            |  |  | E1     | Boston Bruins | 2      |
|  |                  |                     | W1                 | Philadelphia Flyers | 4                  |                     |            |            |  |  |        |               |        |
|  | W1               | Philadelphia Flyers | 4                  |                     |                    |                     |            |            |  |  |        |               |        |
|  | W4               | Atlanta Flames      | 0                  |                     |                    |                     |            |            |  |  |        |               |        |
|  | W4               | Atlanta Flames      | 0                  |                     | W1                 | Philadelphia Flyers | 4          |            |  |  |        |               |        |
|  |                  |                     |                    |                     | W1                 | Philadelphia Flyers | 4          |            |  |  |        |               |        |
|  |                  | E3                  | New York Rangers   | 3                   |                    |                     |            |            |  |  |        |               |        |
|  | E2               | E3                  | New York Rangers   | 3                   | Montreal Canadiens | 2                   |            |            |  |  |        |               |        |
|  | E2               |                     |                    |                     | Montreal Canadiens | 2                   |            |            |  |  |        |               |        |
|  | E3               | New York Rangers    | 4                  |                     |                    |                     |            |            |  |  |        |               |        |

## Quarti di finale

### Boston - Toronto
| Boston 10 aprile 1974 | Toronto Maple Leafs | 0 – 1 (0-1; 0-1; 0-0) referto | Boston Bruins | Boston Garden (15.003 spett.) |

| Boston 11 aprile 1974 | Toronto Maple Leafs | 3 – 6 (2-2; 1-2; 0-2) referto | Boston Bruins | Boston Garden (15.003 spett.) |

| Toronto 13 aprile 1974 | Boston Bruins | 6 – 3 (0-1; 4-1; 2-1) referto | Toronto Maple Leafs | Maple Leaf Gardens (16.485 spett.) |

| Toronto 14 aprile 1974 | Boston Bruins | 4 – 3 (d.t.s.) (1-1; 1-1; 1-1) referto | Toronto Maple Leafs | Maple Leaf Gardens (16.485 spett.) |

### Chicago - Los Angeles
| Chicago 10 aprile 1974 | Los Angeles Kings | 1 – 3 (1-0; 0-2; 0-1) referto | Chicago Blackhawks | Chicago Stadium (18.000 spett.) |

| Chicago 11 aprile 1974 | Los Angeles Kings | 1 – 4 (0-1; 1-1; 0-2) referto | Chicago Blackhawks | Chicago Stadium (17.800 spett.) |

| Los Angeles 13 aprile 1974 | Chicago Blackhawks | 1 – 0 (1-0; 0-0; 0-0) referto | Los Angeles Kings | The Forum (15.505 spett.) |

| Los Angeles 14 aprile 1974 | Chicago Blackhawks | 1 – 5 (1-0; 0-1; 0-4) referto | Los Angeles Kings | The Forum (12.912 spett.) |

| Chicago 16 aprile 1974 | Los Angeles Kings | 0 – 1 (0-0; 0-0; 0-1) referto | Chicago Blackhawks | Chicago Stadium (16.666 spett.) |

### Philadelphia - Atlanta
| Filadelfia 9 aprile 1974 | Atlanta Flames | 1 – 4 (0-1; 0-1; 1-2) referto | Philadelphia Flyers | The Spectrum (17.007 spett.) |

| Filadelfia 11 aprile 1974 | Atlanta Flames | 1 – 5 (0-1; 0-3; 1-1) referto | Philadelphia Flyers | The Spectrum (17.007 spett.) |

| Atlanta 12 aprile 1974 | Philadelphia Flyers | 4 – 1 (2-0; 1-1; 1-0) referto | Atlanta Flames | Omni Coliseum (15.141 spett.) |

| Atlanta 14 aprile 1974 | Philadelphia Flyers | 4 – 3 (d.t.s.) (0-1; 1-2; 2-0) referto | Atlanta Flames | Omni Coliseum (15.141 spett.) |

### Montreal - NY Rangers
| Montréal 10 aprile 1974 | New York Rangers | 4 – 1 (2-0; 1-1; 1-0) referto | Montreal Canadiens | Forum de Montréal (13.217 spett.) |

| Montréal 11 aprile 1974 | New York Rangers | 1 – 4 (1-0; 0-2; 0-2) referto | Montreal Canadiens | Forum de Montréal (16.790 spett.) |

| New York 13 aprile 1974 | Montreal Canadiens | 4 – 2 (3-0; 1-0; 0-2) referto | New York Rangers | Madison Square Garden (17.500 spett.) |

| New York 14 aprile 1974 | Montreal Canadiens | 4 – 6 (2-1; 1-2; 1-3) referto | New York Rangers | Madison Square Garden (17.500 spett.) |

| Montréal 16 aprile 1974 | New York Rangers | 3 – 2 (d.t.s.) (1-1; 0-0; 1-1) referto | Montreal Canadiens | Forum de Montréal (16.775 spett.) |

| New York 18 aprile 1974 | Montreal Canadiens | 2 – 5 (1-0; 1-2; 0-3) referto | New York Rangers | Madison Square Garden (17.500 spett.) |

## Semifinali

### Boston - Chicago
| Boston 18 aprile 1974 | Chicago Blackhawks | 4 – 2 (0-1; 2-0; 2-1) referto | Boston Bruins | Boston Garden (15.003 spett.) |

| Boston 21 aprile 1974 | Chicago Blackhawks | 6 – 8 (2-2; 2-2; 2-4) referto | Boston Bruins | Boston Garden (15.003 spett.) |

| Chicago 23 aprile 1974 | Boston Bruins | 3 – 4 (d.t.s.) (1-0; 1-1; 1-2) referto | Chicago Blackhawks | Chicago Stadium (16.666 spett.) |

| Chicago 25 aprile 1974 | Boston Bruins | 5 – 2 (2-1; 2-1; 1-0) referto | Chicago Blackhawks | Chicago Stadium (16.666 spett.) |

| Boston 28 aprile 1974 | Chicago Blackhawks | 2 – 6 (0-1; 1-5; 1-0) referto | Boston Bruins | Boston Garden (15.003 spett.) |

| Chicago 30 aprile 1974 | Boston Bruins | 4 – 2 (0-1; 2-0; 2-1) referto | Chicago Blackhawks | Chicago Stadium (16.666 spett.) |

### Philadelphia - NY Rangers
| Filadelfia 20 aprile 1974 | New York Rangers | 0 – 4 (0-1; 0-2; 0-1) referto | Philadelphia Flyers | The Spectrum (17.007 spett.) |

| Filadelfia 23 aprile 1974 | New York Rangers | 2 – 5 (0-1; 1-1; 3-1) referto | Philadelphia Flyers | The Spectrum (17.007 spett.) |

| New York 25 aprile 1974 | Philadelphia Flyers | 3 – 5 (2-1; 1-2; 0-2) referto | New York Rangers | Madison Square Garden (17.500 spett.) |

| New York 28 aprile 1974 | Philadelphia Flyers | 1 – 2 (d.t.s.) (1-0; 0-1; 0-0) referto | New York Rangers | Madison Square Garden (17.500 spett.) |

| Filadelfia 30 aprile 1974 | New York Rangers | 1 – 4 (1-0; 0-2; 0-2) referto | Philadelphia Flyers | The Spectrum (17.007 spett.) |

| New York 2 maggio 1974 | Philadelphia Flyers | 1 – 4 (1-1; 0-0; 0-3) referto | New York Rangers | Madison Square Garden (17.500 spett.) |

| Filadelfia 5 maggio 1974 | New York Rangers | 3 – 4 (1-1; 0-2; 2-1) referto | Philadelphia Flyers | The Spectrum (17.007 spett.) |

## Finale Stanley Cup
La finale della Stanley Cup 1974 è stata una serie al meglio delle sette gare che ha determinato il campione della National Hockey League per la stagione 1973-74. I Philadelphia Flyers hanno sconfitto i Boston Bruins in sei partite e si sono aggiudicati la prima Stanley Cup nella loro storia.

## Statistiche

### Classifica marcatori
La seguente lista elenca i migliori marcatori al termine dei playoff.

| Giocatore      | Squadra             | PG | G  | A  | Pt | MP |
| -------------- | ------------------- | -- | -- | -- | -- | -- |
| Rick MacLeish  | Philadelphia Flyers | 17 | 13 | 9  | 22 | 20 |
| Gregg Sheppard | Boston Bruins       | 16 | 11 | 8  | 19 | 4  |
| John Bucyk     | Boston Bruins       | 16 | 8  | 10 | 18 | 4  |
| Bobby Orr      | Boston Bruins       | 16 | 4  | 14 | 18 | 28 |
| Bobby Clarke   | Philadelphia Flyers | 17 | 5  | 11 | 16 | 42 |
| Ken Hodge      | Boston Bruins       | 16 | 6  | 10 | 16 | 16 |
| Wayne Cashman  | Boston Bruins       | 16 | 5  | 9  | 14 | 46 |
| Phil Esposito  | Boston Bruins       | 16 | 9  | 5  | 14 | 25 |
| Ross Lonsberry | Philadelphia Flyers | 17 | 4  | 9  | 13 | 18 |
| Carol Vadnais  | Boston Bruins       | 16 | 1  | 12 | 13 | 42 |

### Classifica portieri
Questa tabella elenca i cinque migliori portieri dei playoff per media di gol subiti con almeno quattro partite disputate.

| Giocatore       | Squadra             | PG | Min  | V  | S | GS | SO | MGS  |
| --------------- | ------------------- | -- | ---- | -- | - | -- | -- | ---- |
| Rogatien Vachon | Los Angeles Kings   | 4  | 240  | 0  | 4 | 7  | 0  | 1.75 |
| Bernie Parent   | Philadelphia Flyers | 17 | 1042 | 12 | 5 | 35 | 2  | 2.02 |
| Gilles Gilbert  | Boston Bruins       | 16 | 977  | 10 | 6 | 43 | 1  | 2.64 |
| Eddie Giacomin  | New York Rangers    | 13 | 788  | 7  | 6 | 37 | 0  | 2.82 |
| Tony Esposito   | Chicago Blackhawks  | 10 | 584  | 6  | 4 | 28 | 2  | 2.88 |